# Records de Lituanie d'athlétisme

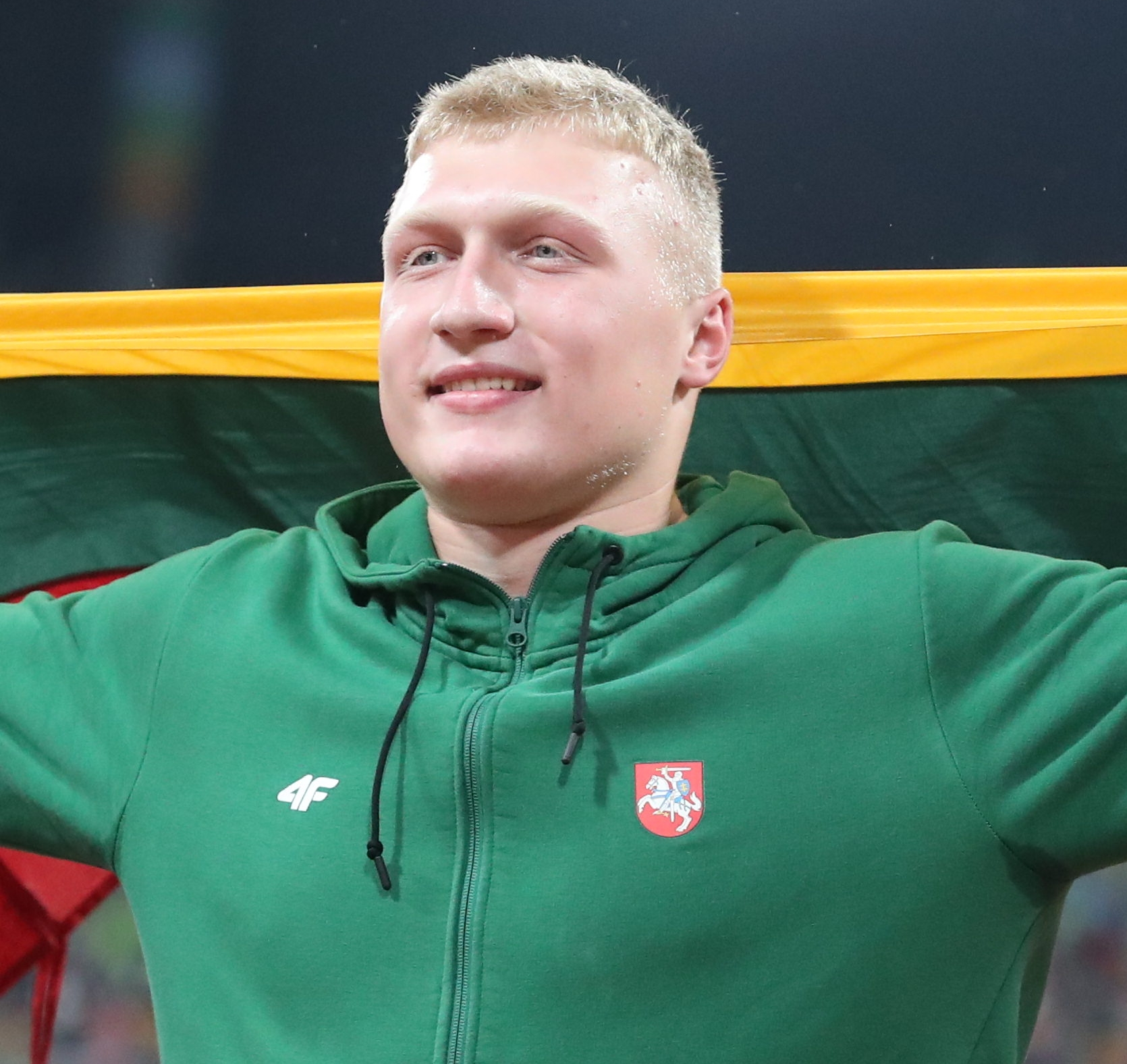
Mykolas Alekna détient le record du monde du lancer du disque depuis 2024.

Les records de Lituanie d'athlétisme sont les meilleures performances réalisées par des athlètes lituaniens et homologuées par la Fédération lituanienne d'athlétisme (LLAF). 
La LLAF admet les records nationaux absolus lorsqu'ils sont réalisés indifféremment en plein air ou en salle.

## Records de Lituanie

### Hommes
| Épreuve              | Record | Athlète                                                                                      | Date             | Compétition                     | Lieu       | Réf.   |
| -------------------- | --- | -------------------------------------------------------------------------------------------- | ---------------- | ------------------------------- | ---------- | ------ |
| 100 m                | 10 s 14 (-0,2 m/s) | Rytis Sakalauskas                                                                            | 17 août 2011     | Universiade                     | Shenzhen   | [ 2 ]  |
| 200 m                | 20 s 48 (+1,9 m/s) | Gediminias Truskauskas                                                                       | 9 juin 2021      | Austrian Open                   | Eisenstadt | [ 3 ]  |
| 400 m                | 45 s 73 A | Remigijus Valiulis                                                                           | 9 septembre 1979 | Universiade                     | Mexico     | [ 4 ]  |
| 800 m                | 1 min 46 s 58 | Vitalij Kozlov                                                                               | 19 juillet 2008  | Championnats de Lituanie        | Kaunas     | [ 5 ]  |
| 1 500 m              | 3 min 37 s 19 | Simas Bertašius                                                                              | 26 mai 2024      |                                 | Bruxelles  | [ 6 ]  |
| Mile                 | 3 min 59 s 25 | Simas Bertašius                                                                              | 22 août 2020     |                                 | Vilnius    |        |
| 3 000 m              | 7 min 46 s 2 | Romas Sausaitis                                                                              | 19 juin 1982     |                                 | Podolsk    |        |
| 5 000 m              | 13 min 17 s 9 | Aleksandras Antipovas                                                                        | 9 juin 1979      |                                 | Sotchi     |        |
| 10 000 m             | 27 min 31 s 50 | Aleksandras Antipovas                                                                        | 29 août 1978     | Championnats d'Europe           | Prague     |        |
| Semi-marathon        | 1 h 3 min 49 s | Remigijus Kančys                                                                             | 21 mai 2023      |                                 | Klaipėda   | [ 7 ]  |
| Marathon             | 2 h 12 min 35 s | Česlovas Kundrotas                                                                           | 26 octobre 1997  | Marathon de Francfort           | Francfort  |        |
| 3 000 m steeple      | 8 min 22 s 2 | Vladimiras Dudinas                                                                           | 19 août 1969     | Championnats d'URSS             | Kiev       | [ 8 ]  |
| 110 m haies          | 13 s 60 (-0,8 m/s) | Jonas Jakštys                                                                                | 17 juillet 1987  | Championnats d'URSS             | Briansk    | [ 9 ]  |
| 400 m haies          | 50 s 39 | Silvestras Guogis                                                                            | 21 juillet 2012  | Nordic-Baltic U23 Championships | Jessheim   | [ 10 ] |
| Saut en hauteur      | 2,34 m | Rolandas Verkys                                                                              | 16 juin 1991     | Mémorial Janusz-Kusociński      | Varsovie   | [ 11 ] |
| Saut à la perche     | 5,40 m | Zigmas Biliūnas                                                                              | 21 août 1981     |                                 | Vilnius    |        |
| Saut en longueur     | 8,15 m (+0,5 m/s) | Povilas Mykolaitis                                                                           | 4 juin 2011      | Coupe de Lituanie               | Kaunas     | [ 12 ] |
| Triple saut          | 17,29 m (+0,7 m/s) | Audrius Raizgys                                                                              | 23 juillet 1995  | Championnats de Lituanie        | Vilnius    | [ 13 ] |
| Lancer du poids      | 21,10 m | Donatas Stukonis                                                                             | 20 juillet 1985  |                                 | Kaunas     |        |
| Lancer du disque     | 74,35 m (WR) | Mykolas Alekna                                                                               | 14 avril 2024    | Championnats de Lituanie        | Ramona     | [ 14 ] |
| Lancer du marteau    | 82,24 m | Benjaminas Viluckis                                                                          | 21 août 1986     |                                 | Klaipėda   |        |
| Lancer du javelot    | 89,17 m | Edis Matusevičius                                                                            | 27 juillet 2019  | Championnats de Lituanie        | Palanga    | [ 15 ] |
| Décathlon            | 8 437 pts | Rišardas Malachovskis                                                                        | 1–2 juillet 1988 |                                 | Minsk      |        |
| Décathlon            | 10 s 93 (+0,6 m/s) (100 m), 7,04 m (+0,6 m/s) (longueur), 14,94 m (poids), 2,09 m (hauteur), 47 s 77 (400 m) / 14 s 34 (-0,9 m/s) (110 m haies), 44,04 m (disque), 4,90 m (perche), 59,58 m (javelot), 4 min 13 s 67 (1 500 m) |                                                                                              |                  |                                 |            |        |
| 20 km marche (route) | 1 h 19 min 29 s | Valdas Kazlauskas                                                                            | 19 février 1989  |                                 | Sotchi     |        |
| 35 km marche (route) | 2 h 34 min 16 s | Marius Žiūkas                                                                                | 24 juillet 2022  | Championnats du monde           | Eugene     | [ 16 ] |
| 50 km marche (route) | 3 h 48 min 24 s | Artur Mastianica                                                                             | 20 mars 2021     | Dudinska 50                     | Dudince    | [ 17 ] |
| 4 × 100 m            | 39 s 81 | Équipe nationale Egidijus Dilys Rytis Sakalauskas Žilvinas Adomavičius Aivaras Pranckevičius | 12 juillet 2009  | Universiade                     | Belgrade   | [ 18 ] |
| 4 × 400 m            | 3 min 9 s 65 | Équipe nationale Einius Trumpa Matas Janarauskas Lukas Sutkus Tomas Keršulis                 | 7 juillet 2023   | Cosma Summer Cup                | Vilnius    | [ 19 ] |

### Femmes
| Épreuve              | Record | Athlète                                                                                  | Date              | Compétition                              | Lieu              | Réf.   |
| -------------------- | --- | ---------------------------------------------------------------------------------------- | ----------------- | ---------------------------------------- | ----------------- | ------ |
| 100 m                | 11 s 19 (+1,5 m/s) | Lina Grinčikaitė                                                                         | 3 août 2012       | Jeux olympiques                          | Londres           | [ 20 ] |
| 200 m                | 22 s 99 (+1,3 m/s) | Agnė Šerkšnienė                                                                          | 14 juillet 2018   | Championnats de Suisse                   | Zofingen          |        |
| 400 m                | 50 s 49 | Modesta Morauskaitė                                                                      | 25 mai 2022       | Meeting Iberoamericano                   | Huelva            | [ 21 ] |
| 800 m                | 1 min 56 s 7 | Dalia Matusevičienė                                                                      | 25 juin 1988      |                                          | Kiev              |        |
| 1 500 m              | 4 min 00 s 24 | Laimutė Baikauskaitė                                                                     | 1 octobre 1988    | Jeux olympiques                          | Séoul             |        |
| 3 000 m              | 8 min 39 s 25 | Regina Čistiakova                                                                        | 6 juillet 1986    | Goodwill Games                           | Moscou            | [ 22 ] |
| 5 000 m              | 15 min 28 s 66 | Inga Juodeškienė                                                                         | 5 août 2000       | KBC Night of Athletics                   | Heusden           |        |
| 10 000 m             | 32 min 30 s 48 | Živilė Balčiūnaitė                                                                       | 14 juin 2005      |                                          | Toula             |        |
| Semi-marathon        | 1 h 10 min 23 s | Živilė Balčiūnaitė                                                                       | 6 novembre 2005   |                                          | Budapest          |        |
| Marathon             | 2 h 25 min 15 s | Živilė Balčiūnaitė                                                                       | 20 novembre 2005  | Marathon de Tokyo                        | Tokyo             |        |
| 3 000 m steeple      | 9 min 26 s 88 | Greta Karinauskaitė                                                                      | 27 mai 2023       | Championnats NCAA Ouest                  | Sacramento        | [ 23 ] |
| 100 m haies          | 12 s 87 (+1,4 m/s) | Beatričė Juškevičiūtė                                                                    | 18 mai 2024       | Hypo-Meeting                             | Götzis            | [ 24 ] |
| 400 m haies          | 54 s 02 | Ana Ambraziene                                                                           | 11 juin 1983      | Mémorial Znamensky                       | Moscou            |        |
| Saut en hauteur      | 2,01 m | Airinė Palšytė                                                                           | 4 mars 2017       | Championnats d'Europe en salle           | Belgrade          |        |
| Saut à la perche     | 4,26 m | Rugilė Miklyčiūtė                                                                        | 29 juillet 2024   |                                          | Bauska            | [ 25 ] |
| Saut en longueur     | 7,20 m (+2,0 m/s) | Irena Oženko                                                                             | 12 septembre 1986 |                                          | Budapest          |        |
| Triple saut          | 14,43 m (+ 1,8 m/s) | Diana Zagainova                                                                          | 30 juin 2019      |                                          | La Chaux-de-Fonds |        |
| Lancer du poids      | 20,27 m | Danguolė Bimbaitė                                                                        | 13 mai 1987       |                                          | Leselidze         |        |
| Lancer du disque     | 72,14 m | Galina Murašova                                                                          | 17 août 1984      |                                          | Prague            |        |
| Lancer du marteau    | 66,09 m | Agnė Lukoševičiūtė                                                                       | 9 mai 2021        | USATF Golden Games                       | Walnut            | [ 26 ] |
| Lancer du javelot    | 63,98 m | Liveta Jasiūnaitė                                                                        | 15 juin 2019      | Championnats des Pays Baltes par équipes | Ogre              |        |
| Heptathlon           | 6 604 pts | Remigija Nazarovienė                                                                     | 10–11 juin 1989   | Championnats d'URSS                      | Briansk           |        |
| Heptathlon           | 13 s 26 (+1,4 m/s) (100 m haies), 1,86 m (hauteur), 14,27 m (poids), 24 s 12 (+0,7 m/s) (200 m) / 6,58 m (+0,9 m/s) (longueur), 40,94 m (javelot), 2 min 09 s 98 (800 m) |                                                                                          |                   |                                          |                   |        |
| 20 km marche (route) | 1 h 27 min 59 s | Brigita Virbalytė-Dimšienė                                                               | 11 août 2018      | Championnats d'Europe                    | Berlin            | [ 27 ] |
| 35 km marche (route) | 2 h 58 min 25 s | Austėja Kavaliauskaitė                                                                   | 25 mars 2023      | Dudinska 50                              | Dudince           | [ 28 ] |
| 4 × 100 m            | 43 s 95 | Équipe nationale Edita Lingytė Lina Grinčikaitė Sonata Tamošaitytė Audra Dagelytė        | 5 juillet 2008    |                                          | Madrid            |        |
| 4 × 400 m            | 3 min 27 s 54 | Équipe nationale Margarita Navickaitė Teresa Valiulienė Aldona Mendzarytė Ana Ambrazienė | 22 juin 1983      |                                          | Moscou            |        |

## Salle

### Hommes
| Discipline       | Performance | Athlète                                                              | Compétition          | Lieu         | Date             | Réf.   |
| ---------------- | --- | -------------------------------------------------------------------- | -------------------- | ------------ | ---------------- | ------ |
| 60 m             | 6 s 62 | Kastytis Klimas                                                      |                      | Rødovre      | 10 janvier 1993  |        |
| 200 m            | 21 s 27 | Kastitys Klimas                                                      |                      | Moscou       | 18 janvier 1992  |        |
| 400 m            | 46 s 75 | Remigijus Valiulis                                                   |                      | Sindelfingen | 2 mars 1980      |        |
| 800 m            | 1 min 48 s 42 | Vitalij Kozlov                                                       |                      | Vienne       | 3 février 2009   |        |
| 1 000 m          | 2 min 22 s 90 | Pavelas Fedorenka                                                    |                      | Tcheliabinsk | 3 février 1990   |        |
| 1 500 m          | 3 min 42 s 06 | Simas Bertašius                                                      | Serbian Open Meeting | Belgrade     | 27 février 2020  | [ 29 ] |
| 3 000 m          | 7 min 55 s 00 | Aleksandras Antipovas                                                |                      | Vilnius      | 12 février 1978  |        |
| 5 000 m          | 13 min 45 s 10 | Mindaugas Pukštas                                                    | Tyson Invitational   | Fayetteville | 15 février 2003  |        |
| 60 m haies       | 7 s 69 | Mantas Šilkauskas                                                    | Wildcat Invitational | Manhattan    | 21 janvier 2012  | [ 30 ] |
| Saut en hauteur  | 2,28 m | Raivydas Stanys                                                      | LLAF Cup             | Vilnius      | 31 janvier 2015  | [ 31 ] |
| Saut à la perche | 5,30 m | Zigmas Biliūnas                                                      |                      | Kaunas       | 4 février 1984   |        |
| Saut en longueur | 8,13 m | Povilas Mykolaitis                                                   |                      | Kaunas       | 11 février 2005  |        |
| Triple saut      | 17,03 m | Audrius Raizgys                                                      |                      | Panevėžys    | 26 février 1995  |        |
| Lancer du poids  | 20,69 m | Saulius Kleiza                                                       |                      | Kaunas       | 24 janvier 1987  |        |
| 4 × 200 m        | 1 min 28 s 08 | Sigitas Kavaliauskas Raimondas Turla Daunius Šerpytis Arturas Kulnis | Baltic Match         | Tallinn      | 19 février 2005  |        |
| Heptathlon       | 5878 pts | Darius Draudvila                                                     |                      | Lincoln      | 1-2 février 2008 |        |
| Heptathlon       | 6 s 87 (60 m), 7,34 m (longueur), 15,22 m (poids), 2,05 m (hauteur) / 8 s 14 (60 m haies), 4,34 m (perche), 2 min 52 s 54 (1 000 m) |                                                                      |                      |              |                  |        |

### Femmes
| Discipline       | Performance                                                                                | Athlète                                                            | Compétition                    | Lieu         | Date            | Réf.   |
| ---------------- | ------------------------------------------------------------------------------------------ | ------------------------------------------------------------------ | ------------------------------ | ------------ | --------------- | ------ |
| 60 m             | 7 s 23                                                                                     | Agnė Eggerth                                                       |                                | Kaunas       | 21 février 2002 |        |
| 200 m            | 23 s 39                                                                                    | Agnė Eggerth                                                       | Championnats du monde en salle | Maebashi     | 5 mars 1999     |        |
| 400 m            | 52 s 33                                                                                    | Agnė Šerkšnienė                                                    | Championnats d'Europe en salle | Glasgow      | 1er mars 2019   | [ 32 ] |
| 800 m            | 2 min 01 s 23                                                                              | Eglė Balčiūnaitė                                                   | PSD Bank Meeting               | Düsseldorf   | 11 février 2011 | [ 33 ] |
| 1 500 m          | 4 min 08 s 02                                                                              | Laimutė Baikauskaitė                                               |                                | Volgograd    | 10 janvier 1988 |        |
| 3 000 m          | 8 min 46 s 74                                                                              | Regina Čistiakova                                                  |                                | Moscou       | 8 février 1986  |        |
| 5 000 m          | 14 min 49 s 06                                                                             | Regina Čistiakova                                                  |                                | Tcheliabinsk | 3 février 1990  |        |
| 60 m haies       | 8 s 03                                                                                     | Sonata Tamošaitytė                                                 | Championnats du monde en salle | Istanbul     | 10 mars 2012    | [ 34 ] |
| Saut en hauteur  | 2,01 m                                                                                     | Airinė Palšytė                                                     | Championnats d'Europe en salle | Belgrade     | 4 mars 2017     | [ 35 ] |
| Saut à la perche | 4,15 m                                                                                     | Rugilė Miklyčiūtė                                                  | 8 février 2024                 |              | Kaunas          |        |
| Saut en longueur | 7,01 m                                                                                     | Nijolė Medvedeva                                                   |                                | Kaunas       | 25 janvier 1987 |        |
| Triple saut      | 14,13 m                                                                                    | Dovilė Kilty                                                       | Meeting Ville de Madrid        | Madrid       | 8 février 2018  | [ 36 ] |
| Lancer du poids  | 19,60 m                                                                                    | Danguolė Bimbaitė-Urbikienė                                        |                                | Homiel       | 25 février 1984 |        |
| 4 × 200 m        | 1 min 38 s 87                                                                              | Edita Lingytė Audra Dagelytė Jūratė Kudirkaitė Lina Andrijauskaitė | Baltic Match                   | Tallinn      | 19 février 2005 |        |
| Pentathlon       | 4802 pts                                                                                   | Austra Skujytė                                                     | Championnats du monde en salle | Istanbul     | 9 mars 2012     | [ 37 ] |
| Pentathlon       | 8 s 57 (60 m), 1,90 m (hauteur), 16,26 m (poids), 6,24 m (longueur), 2 min 19 s 99 (800 m) |                                                                    |                                |              |                 |        |